# Reagandoktrinen
Reagandoktrinen var USA:s utrikespolitiska filosofi under slutfasen av kalla kriget, från mitten av 1980-talet och fram till Sovjetunionen upplöstes 1991. Den starkt antikommunistiske Ronald Reagan var USA:s president 1981–1989, och doktrinen gick ut på att stödja alla motståndsrörelser mot kommunism. I enlighet med doktrinen gavs militärt stöd till Contras i Nicaragua, mujahideen i Afghanistan och Unita i Angola.